# Núbia Soares
Núbia Aparecida Soares (Lagoa da Prata, 26 marzo 1996) è una triplista brasiliana.

## Biografia
Soares ha esordito nelle manifestazioni nazionali giovanili di salto triplo nel 2012. L'anno seguente ha preso parte alle prime competizioni giovanili internazionali e mondiali, riscontrando una medaglia di bronzo a Medellín ai Campionati panamericani juniores, medaglia diventata d'oro due anni più tardi a Windsor. Nel 2015 ha preso parte alle prime manifestazioni seniores, partecipando al suo primo Mondiali, fermandosi in qualificazione. Maggiori successi ha ritrovato in ambito regionale come le medaglie d'oro conquistate nel 2017 ai Campionati sudamericani in Paraguay e ai Giochi sudamericani in Bolivia l'anno seguente.
Pur essendo stata tra le favorite del 2019, Soares non ha partecipato alle manifestazioni di quell'anno a causa di un infortunio, tornando a gareggiare agli inizi del 2020.

## Record nazionali
- Salto triplo: 14,69 m ( Sotteville-lès-Rouen, 17 luglio 2018)[5]

## Palmarès
| Anno | Manifestazione             | Sede           | Evento       | Risultato | Prestazione | Note |
| ---- | -------------------------- | -------------- | ------------ | --------- | ----------- | ---- |
| 2013 | Mondiali U18               | Donec'k        | Salto triplo | 4ª        | 13,60 m     |      |
| 2013 | Panamericani U20           | Medellín       | Salto triplo | Bronzo    | 13,33 m     |      |
| 2014 | Mondiali U20               | Moncton        | Salto triplo | 8ª        | 13,53 m     |      |
| 2014 | Sudamericani U23           | Montevideo     | Salto triplo | Argento   | 13,31 m     |      |
| 2015 | Giochi panamericani        | Toronto        | Salto triplo | 11ª       | 13,57 m     |      |
| 2015 | Panamericani U20           | Windsor        | Salto triplo | Oro       | 14,16 m     |      |
| 2015 | Mondiali                   | Pechino        | Salto triplo | 22ª (q)   | 13,52 m     |      |
| 2016 | Campionati ibero-americani | Rio de Janeiro | Salto triplo | Argento   | 14,00 m     |      |
| 2016 | Giochi olimpici            | Rio de Janeiro | Salto triplo | 34ª (q)   | 13,85 m     |      |
| 2017 | Sudamericani               | Asunción       | Salto triplo | Oro       | 14,42 m     |      |
| 2018 | Mondiali indoor            | Birmingham     | Salto triplo | 9ª        | 14,00 m     |      |
| 2018 | Giochi sudamericani        | Cochabamba     | Salto triplo | Oro       | 14,59 m     |      |
| 2021 | Giochi olimpici            | Tokyo          | Salto triplo | 17ª (q)   | 14,07 m     |      |
| 2022 | Giochi sudamericani        | Asunción       | Salto triplo | Bronzo    | 13,10 m     |      |
| 2023 | Giochi panamericani        | Santiago       | Salto triplo | 6ª        | 12,78 m     |      |